# Paraclada
Paraclada é um gênero de traça pertencente à família Agonoxenidae.